# Bijin-ga
Bijin-ga (美人画, bijin-ga) é um termo genérico para retratos de belas mulheres na arte japonesa, especialmente na xilogravura do gênero ukiyo-e, que pré-datou a fotografia.

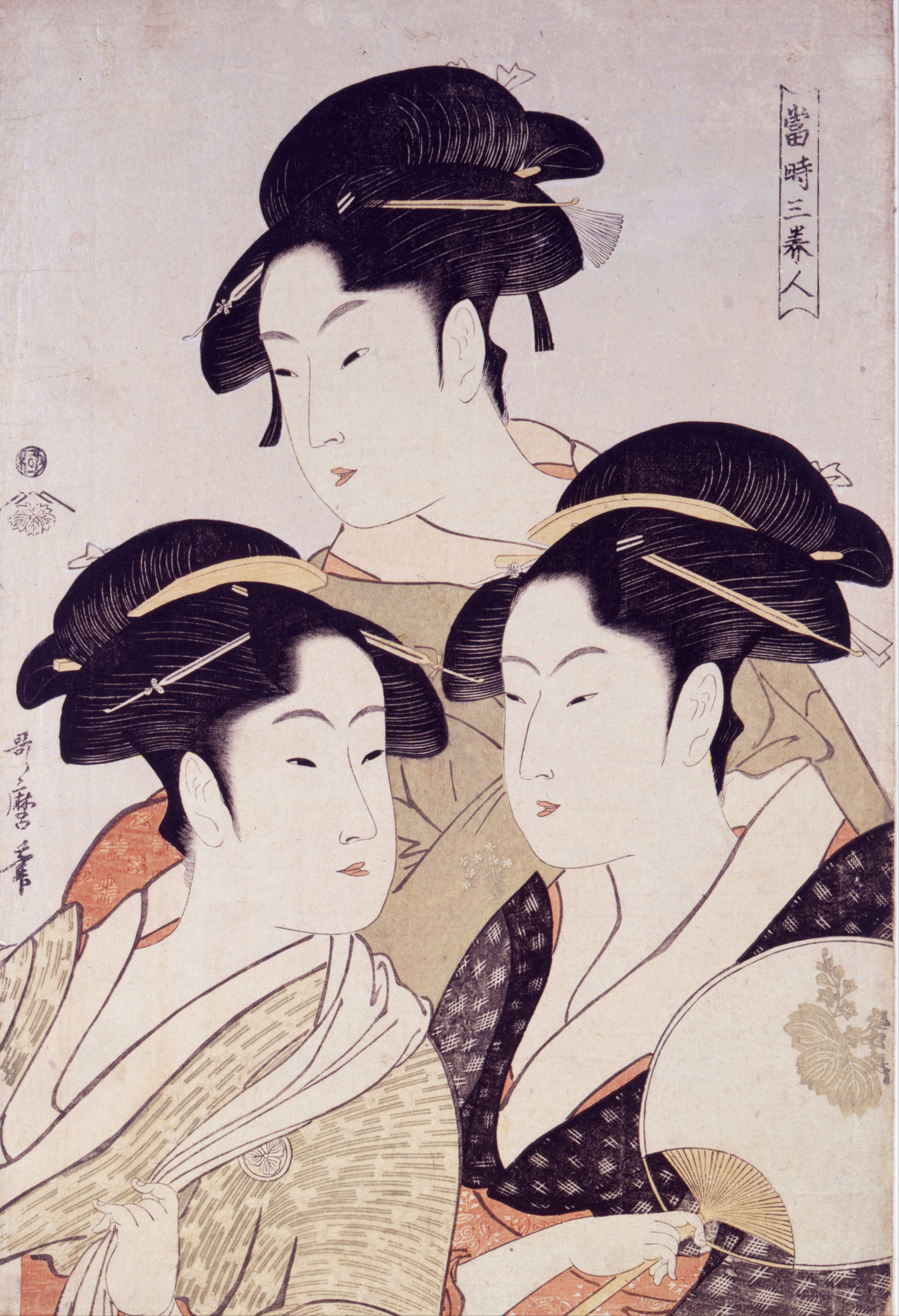
"Três Belezas de Nosso Tempo", por Kitagawa Utamaro, uma das mais conhecidas peças bijin-ga do Ukiyo-e e da arte japonesa.

Praticamente todos os artistas do ukiyo-e produziam bijin-ga, sendo um dos temas centrais do gênero artístico. Alguns, como Kitagawa Utamaro, Suzuki Harunobu, Itō Shinsui, Toyohara Chikanobu, Uemura Shōen e Torii Kiyonaga, são amplamente aclamados entre os maiores inovadores e mestres da forma e da temática.